# 紀元前466年
紀元前466年（きげんぜん466ねん）は、ローマ暦の年である。
当時は、「プリスクスとアルビヌスが共和政ローマ執政官に就任した年」として知られていた（もしくは、それほど使われてはいないが、ローマ建国紀元288年）。紀年法として西暦（キリスト紀元）がヨーロッパで広く普及した中世時代初期以降、この年は紀元前466年と表記されるのが一般的となった。

## 他の紀年法
- 干支 : 乙亥
- 日本
  - 皇紀195年
  - 孝昭天皇10年
- 中国
  - 周 - 貞定王3年
  - 秦 - 厲共公11年
  - 晋 - 出公9年
  - 楚 - 恵王23年
  - 斉 - 平公15年
  - 燕 - 孝公32年
  - 趙 - 襄子10年
- 朝鮮
  - 檀紀1868年
- ベトナム :
- 仏滅紀元 : 79年
- ユダヤ暦 : 3295年 - 3296年

## できごと

### 日本
- 秋田県・山形県境の鳥海山が爆発的噴火[1]。

### ギリシア
- キモンは、アケメネス朝ペルシアとの戦線を小アジアまで拡大し、パンフィリアでのエウリュメドン川の戦いで勝利を収めた。これは、ペルシアにとって決定的な敗北となり、キモンの陸軍と海軍はペルシアの居留地を占領し、200隻の三段櫂船を含むペルシア軍全体を捕虜とした。

### イタリア
- 僭主トラシュブロスは、シュラクサイの市民によって追放された。街は、民主制に移行した。
- マグナ・グラエキアのギリシアの植民地ターラントは、プッリャの先住民に敗れた。その結果、ターラントの君主制は崩壊し、民主制に移行した。